# Upper Nile
 Upper Nile   eller Øvre Nilen er en delstat i Sydsudan. Den Hvide Nil løber gennem staten, hvilket har givet den sit navn. Staten deler også et lignende navn med regionen Greater Upper Nile, som den var en del af sammen med staterne Unity og Jonglei. Den har et areal på 77.823 km² og en befolkning på 1.385.478. Hovedstaden er byen Malakal, og andre byer i Øvre Nilen omfatter Akoka, Melut, Renk  og Kodok. Greater Upper Nile er stedet for Fashoda-hændelsen (en), der afsluttede "Kapløbet om Afrika", og ligger i  Upper Nile. Delstaten løsrev sig fra Sudan som en del af Republikken Sydsudan den 9. juli 2011.
I oktober 2015 blev Sydsudans stater omorganiseret til 28 stater af præsident Salva Kiir Mayardit. Dette blev omgjort som følge af en fredsaftale underskrevet den 22. februar 2020.
Den Den Hvide Nil løber  gennem delstaten fra sydvest til nord og møder floden Sobat halvvejs langs sit løb fra sydøst til nordvest.

## Administrativ inddeling
Upper Nile er inddelt i 13 counties:
- Baliet County
- Fashoda County
- Longechuk County
- Maban County
- Malakal County
- Manyo County
- Maiwut County
- Melut County
- Nasir County
- Panyikang County
- Renk County
- Ulang County
- Akoka County